# Kremenciug
Kremenciug (în ucraineană Кременчук) este oraș regional în regiunea Poltava, Ucraina. Deși subordonat direct regiunii, orașul este și reședința raionului Kremenciug. 

## Demografie
Componența lingvistică a orașului Kremenciug
     Ucraineană (75,48%)
     Rusă (23,94%)
     Alte limbi (0,33%)
Conform recensământului din 2001, majoritatea populației orașului Kremenciug era vorbitoare de ucraineană (75,48%), existând în minoritate și vorbitori de rusă (23,94%).

## Istorie
Uniunea statală polono-lituaniană 1571–1667

 Țaratul Rusiei 1667–1721

 Imperiul Rus 1721–1917

 RSS Ucraineană 1920–1922

 Uniunea Sovietică 1922–1991

 Ucraina 1991–prezent 